# Jan Matthys
Jan Matthys (más néven Jan Matthias, Johann Mathyszoon, Jan Mattijs, Jan Matthijszoon; Haarlem, 1500 körül – Münster, 1534. április 5.) a münsteri lázadás karizmatikus anabaptista vezetője volt, akit követői prófétának tekintettek.

## Tevékenysége
Matthys pék volt Haarlemben, a Német-római Birodalom hollandiai megyéjében.  Melchior Hoffman  szolgálata révén lett anabaptista, az 1520-as években több ezerrel növelte a hívek számát. Hoffman bebörtönzése után vezető pozícióba emelkedett az anabaptisták között. Matthys elvetette Hoffman pacifizmusát és erőszakmentességi teológiáját; azt a nézetet vallotta, hogy az elnyomással szemben az ellenállás az egyetlen megoldás. 
1534-ben egy anabaptista felkelés vette át az irányítást Münster felett, ahol Leideni János, Matthys holland anabaptista tanítványa gyakorolta a hatalmat. János, és a helyi kereskedők egy csoportja magához Matthyst. Matthys Münsterben az „Új Jeruzsálemet” látta, ezért 1534. január 5-én néhány tanítványával bevonult a városba, és bevezette a felnőttkeresztséget. Bernhard Rothmann reformátor is ezen a napon fogadta el az az anababtizmust, és hamarosan jóval több mint 1000 felnőttet kereszteltek meg.
Hadat üzentek Franz von Waldeck elűzött püspöknek, aki ostrom alá vette az erődített várost. 1534 áprilisában, húsvét vasárnapján Matthys, aki megjövendölte, hogy ezen a napon el fog jönni Isten ítélete a gonoszok felett, tizenkét követőjével kivonult, abban a hitben, hogy ő egy második Gedeon, de egész csapatával együtt lekaszabolták. Testét feldarabolták és a fejét karóba húzták. Még aznap este a nemi szervét a város kapujára szegezték.